# Sigurd Wallin (konstnär)
För etnologen, museimannen, kultur- och konsthistorikern, se Sigurd Wallin.

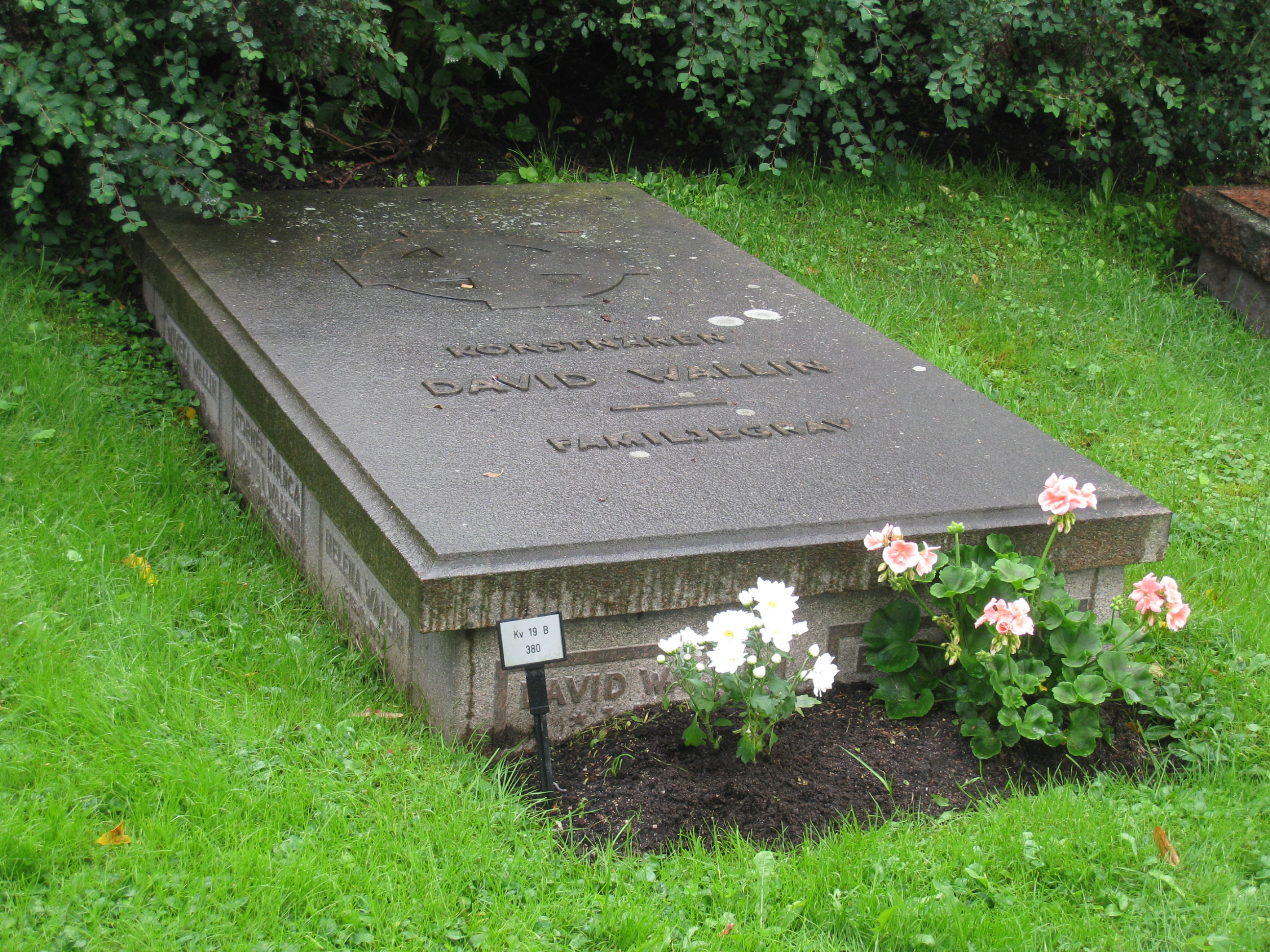
Gravvård på Norra begravningsplatsen

David Sigurd Wallin, född 10 juni 1916 i Nora i Örebro län, död 8 maj 1999 i Stockholm, var en svensk målare.

## Biografi
Sigurd Wallin var son till konstnären David Wallin och hans maka Elin Wallin, född Lundberg. Han var bror till konstnären Bianca Wallin. Hans farbror var målerientreprenören och konstnären Carl E. Wallin. Han gifte sig 1945 med Margit Ruuth; paret bosatte sig i Stockholm och fick två döttrar.
Han växte upp på Kungsholmen i Stockholm. När han var i 12-årsåldern flyttade familjen till Östermalm. Efter studentexamen vid Sigtunaskolan i Sigtuna våren 1935 praktiserade han inom arkitektyrket, bland annat hos arkitekt Albin Stark i Stockholm 1937-1939. Wallin intresserade sig också för arkeologi och deltog vid utgrävningarna i trakten av Alvastra, vid Alvastra kloster och Alvastraboplatsen. Intresset för konsten, som han fått i sitt föräldrahem, ledde emellertid till att Sigurd Wallin började måla tavlor och teckna porträtt.
Wallin följde tidvis undervisningen vid Ollers målarskola i Stockholm 1940-1944. Edvin Ollers hade år 1941 startat en privat målarskola som han bedrev sommartid på Västkusten på ön Gullholmen i Bohuslän i Orusts kommun utanför Lysekil. Gullholmen kallades "konstnärernas Gullholmen". Sigurd Wallin tecknade efter modell vid Otte Skölds målarskola i Stockholm. Sigurd Wallin var även elev hos sin far. För att finna motiv till sina oljemålningar företog Sigurd Wallin årliga sommarresor, gärna till Skåne, framför allt till trakterna vid Arild, Mölle och Båstad. I dessa trakter fann han många fina motiv för sina oljemålningar. Han företog ett flertal utlandsresor i konststudiesyfte till Italien, Frankrike, Nederländerna, Tyskland, Schweiz, Danmark och Norge.
Sigurd Wallin målade i olja landskap, stadsmotiv, figurkompositioner och enstaka stilleben. Han målade gärna landskapsmotiv, ofta med hav. Hans målningar har ett  romantiskt anslag och gärna en något beslöjad kolorit, som knöt an till faderns konstnärssyn. Wallin har även utfört ett stort antal teckningar, mest porträtt. Han ägnade sig också åt att utföra visst konservatorsarbete, som krävde gott handlag och en god inblick i de konstverk som skulle repareras.
Framför allt arbetade Sigurd Wallin inom porträttmåleriet, där han med teknisk färdighet realiserade genrens traditionella krav på porträttlikhet. Bland porträtten kan nämnas företagsekonomen professor Gerhard Törnqvist (Handelshögskolan i Stockholm) (1961), riksdagsmannen rektor Einar Dahl (Uddevalla stads samlingar) (1963), porträtt av Per Dahlström med flera. Porträttmålningar av Sigurd Wallin finns dessutom i bland annat i Veterinärhögskolan och i Kungliga Teatern med porträtt av premiärdansösen Brita Appelgren 1951. Man kan även finna Wallins verk i andra offentliga institutioner, bland annat Högre allmänna läroverket på Kungsholmen i Stockholm, Södra latinläroverket i Stockholm, Halmstads stads samlingar i Halmstad, Sigtunaskolan i Sigtuna och Göteborgs och Bohus läns landsting i Göteborg.
På 1940-talet framträdde Wallin på några utställningar, bland annat "Svensk porträttkonst av idag"  på Nationalmuseum, 1943 och julutställningen i Thurestams konstsalong på Klarabergsgatan 40 i närheten av Brunkebergstorg i Stockholm 1943. Han ställde ut separat i Televerket i Norrköping 1947 samt medverkade i Sveriges allmänna konstförenings vårsalong i Liljevalchs konsthall i Stockholm 1948.